# Вологда-Чеваката
«Во́логда-Чевака́та» — женская баскетбольная команда из города Вологды. Играет в Суперлиге чемпионата России по баскетболу среди женщин.

## История
Команда основана 21 мая 1995 года под названием «Политехник». В 1996 году к названию добавилась приставка «Чеваката» по имени создателей команды Валентины Черепановой и Татьяны Карамышевой. С 1997 года команда носит своё нынешнее название «Вологда-Чеваката».
Автор эмблемы и нынешнего названия клуба Заслуженный тренер России Сергей Федоренков утверждает, что название было придумано им в качестве шутки, но прижилось и стало впоследствии серьёзным баскетбольным брендом
В 2001 году команда стала бронзовым призёром чемпионата России и с тех пор регулярно выступает в европейских турнирах, постоянно попадая в восьмёрку лучших.
В разные годы за клуб играли чемпионы и призёры Олимпийских игр и призёры чемпионатов мира по женскому баскетболу.
В 2010 году открылся дворец спорта «Вологда», ставший домашней ареной БК «Чеваката» вместо СКК «Спектр».
В августе 2019 года ушёл с поста главного тренера Владимир Крашенин, через неделю новым главным тренером была назначена Татьяна Карамышева, создавшая команду.

## Достижения
- Бронзовый призёр чемпионата России: 2001.
- Четвертьфиналист Кубка Ронкетти: 2002.
- Четвертьфиналист Кубка Европы ФИБА: 2006, 2007, 2008.
- Полуфиналист Кубка Европы ФИБА: 2011, 2012, 2013.

## Текущий состав
| \| Поз. \| № \| Гражд. \| Имя \| Дата рождения (возраст) \| Рост \| Вес \| Звание \| \| ---- \| -- \| ------ \| ------------------- \| ------------------------- \| ------ \| ----- \| ------ \| \| З \| 03 \| \| Арестенок Анна \| 6 августа 1997 (27 лет) \| 161 см \| 56 кг \| \| \| З \| 04 \| \| Радочай Тамара \| 23 декабря 1987 (37 лет) \| 170 см \| \| \| \| З \| 05 \| \| Джонс Бритни Симон \| 1 сентября 1987 (37 лет) \| 174 см \| 62 кг \| \| \| Ф \| 09 \| \| Адрианова Раиса \| 11 января 1989 (36 лет) \| 180 см \| 70 кг \| \| \| Ф \| 10 \| \| Бежелукова Анна \| 20 апреля 1987 (38 лет) \| 182 см \| 70 кг \| \| \| Ф \| 11 \| \| Тохташ Светлана \| 17 марта 1992 (33 года) \| 187 см \| 72 кг \| \| \| З \| 12 \| \| Седлецкая Олеся \| 19 ноября 1993 (31 год) \| 176 см \| 62 кг \| \| \| З \| 13 \| \| Ворожцова Елена \| 31 марта 1983 (42 года) \| 172 см \| 63 кг \| \| \| Ц \| 14 \| \| Тарасова Александра \| 21 февраля 1992 (33 года) \| 191 см \| 82 кг \| \| \| Ц \| 21 \| \| Филончик Мария \| 10 января 1992 (33 года) \| 190 см \| 75 кг \| \| \| З \| 24 \| \| Замараева Алина \| 24 сентября 1993 (31 год) \| 179 см \| 61 кг \| \| \| Ф \| 32 \| \| Кэннон Эмма \| 1 июня 1989 (36 лет) \| 188 см \| 82 кг \| \| | Главный тренер - Донсков Дмитрий Ассистенты тренера - Крашенин Владимир Легенда - (К) — Капитан команды Последнее изменение: 27 декабря 2016 года |               |                     |                           |        |       |        |
| Поз. | № | Гражд.        | Имя                 | Дата рождения (возраст)   | Рост   | Вес   | Звание |
| З | 03 | Флаг России   | Арестенок Анна      | 6 августа 1997 (27 лет)   | 161 см | 56 кг |        |
| З | 04 | Флаг Сербии   | Радочай Тамара      | 23 декабря 1987 (37 лет)  | 170 см |       |        |
| З | 05 | Флаг США      | Джонс Бритни Симон  | 1 сентября 1987 (37 лет)  | 174 см | 62 кг |        |
| Ф | 09 | Флаг России   | Адрианова Раиса     | 11 января 1989 (36 лет)   | 180 см | 70 кг |        |
| Ф | 10 | Флаг России   | Бежелукова Анна     | 20 апреля 1987 (38 лет)   | 182 см | 70 кг |        |
| Ф | 11 | Флаг России   | Тохташ Светлана     | 17 марта 1992 (33 года)   | 187 см | 72 кг |        |
| З | 12 | Флаг России   | Седлецкая Олеся     | 19 ноября 1993 (31 год)   | 176 см | 62 кг |        |
| З | 13 | Флаг России   | Ворожцова Елена     | 31 марта 1983 (42 года)   | 172 см | 63 кг |        |
| Ц | 14 | Флаг России   | Тарасова Александра | 21 февраля 1992 (33 года) | 191 см | 82 кг |        |
| Ц | 21 | Флаг Беларуси | Филончик Мария      | 10 января 1992 (33 года)  | 190 см | 75 кг |        |
| З | 24 | Флаг России   | Замараева Алина     | 24 сентября 1993 (31 год) | 179 см | 61 кг |        |
| Ф | 32 | Флаг США      | Кэннон Эмма         | 1 июня 1989 (36 лет)      | 188 см | 82 кг |        |

## Известные игроки
- Мария Калмыкова
- Ирина Соколовская
- Екатерина Демагина
- Элен Шакирова
- Елена Баранова
- Елена Данилочкина
- Ольга Яковлева

## Главные тренеры
- Татьяна Карамышева (1995—2005, 2019—2020)
- Александр Ермолинский (2006)
- Борис Соколовский (2006—2009)
- Александр Ермолинский (2009—2010)
- Ольга Шунейкина (2010—2012)
- Дмитрий Донсков (2012—2017)
- Владимир Крашенин (2017—2019)
- Младен Манойлович (2020—2022)
- Виктор Данилов (2022—2023)
- Евгений Соловьев (2023 — по наст. время)

## Фото

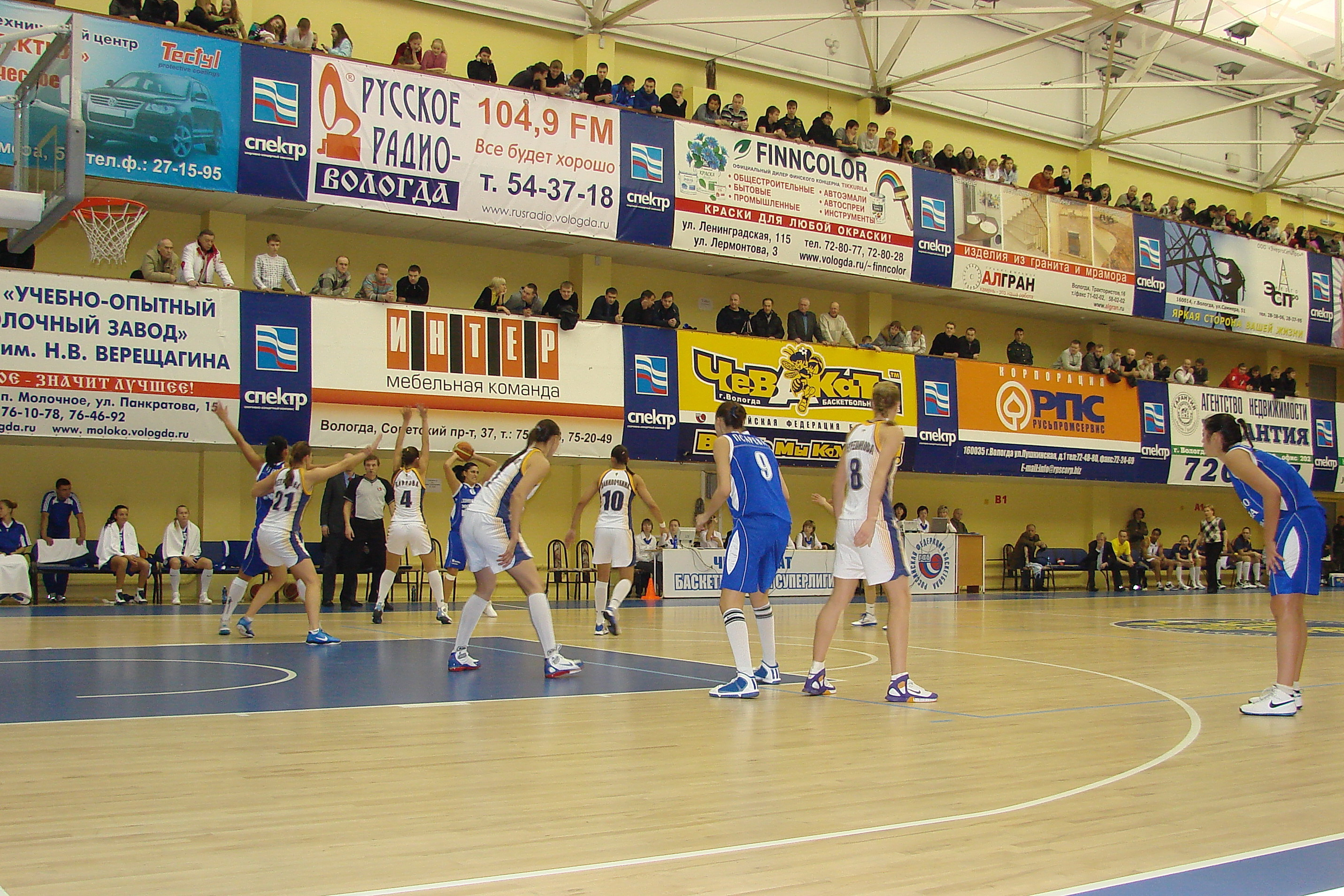
«Чеваката» — «Динамо» (Москва)
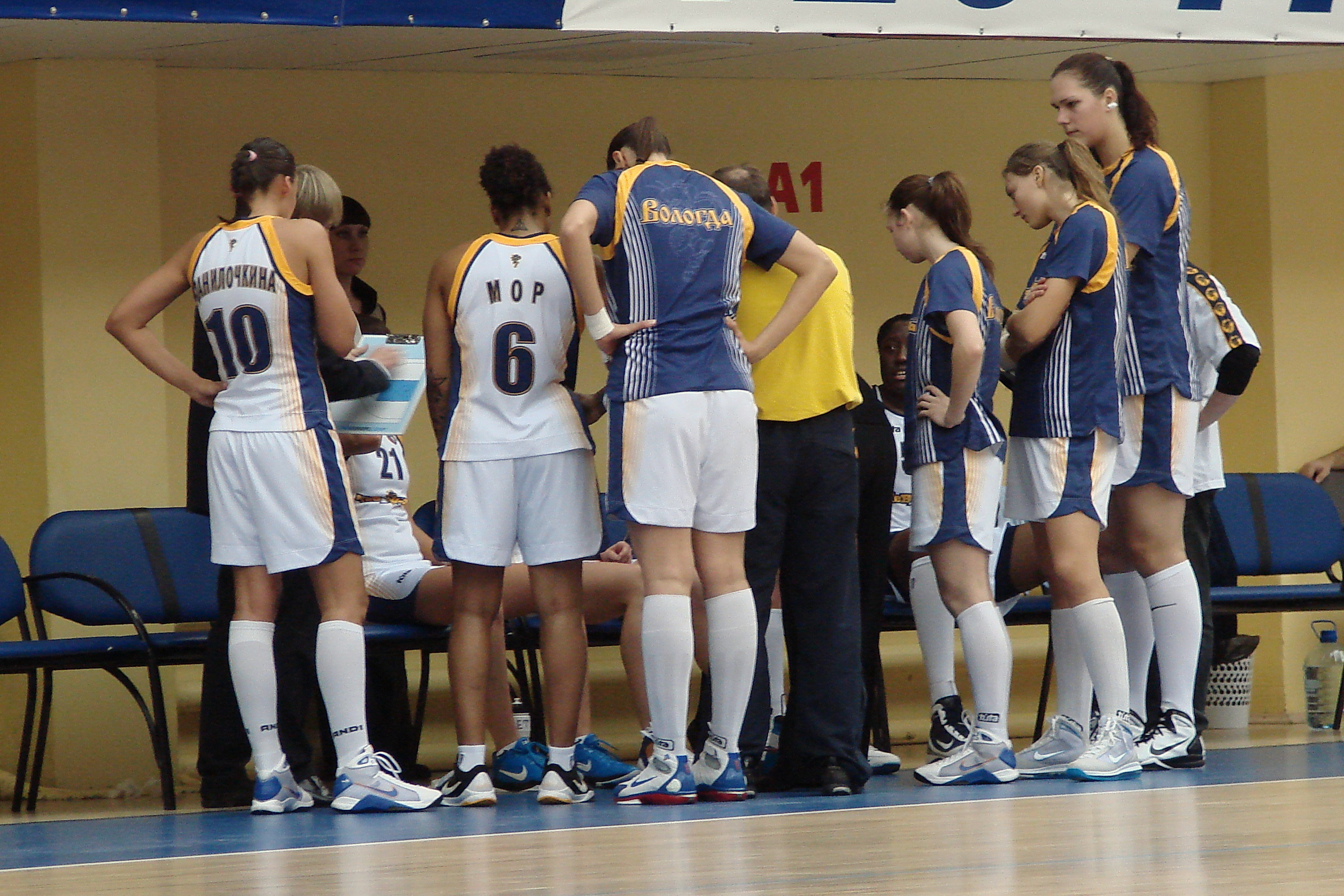
Во время тайм-аута
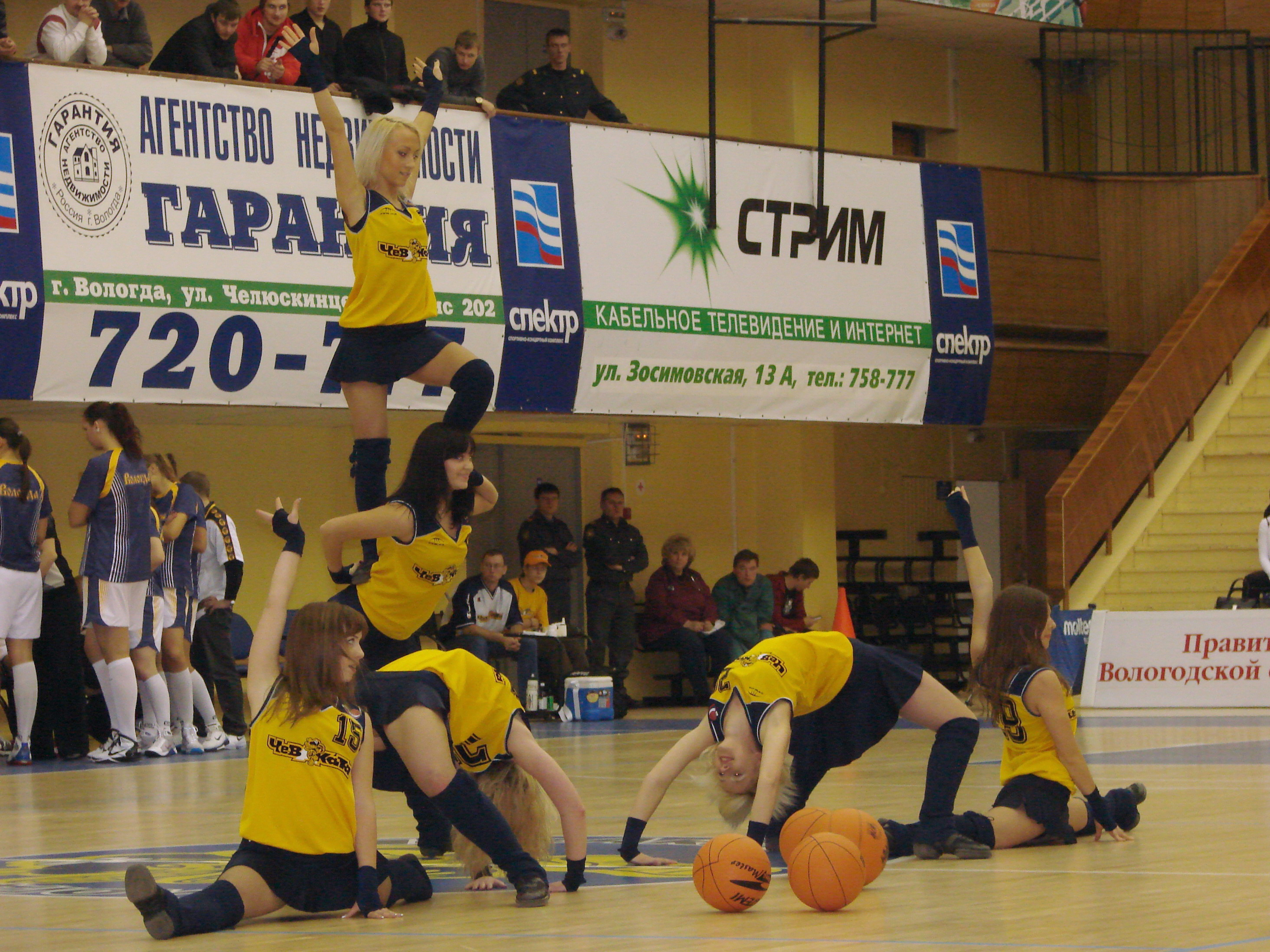
Группа поддержки
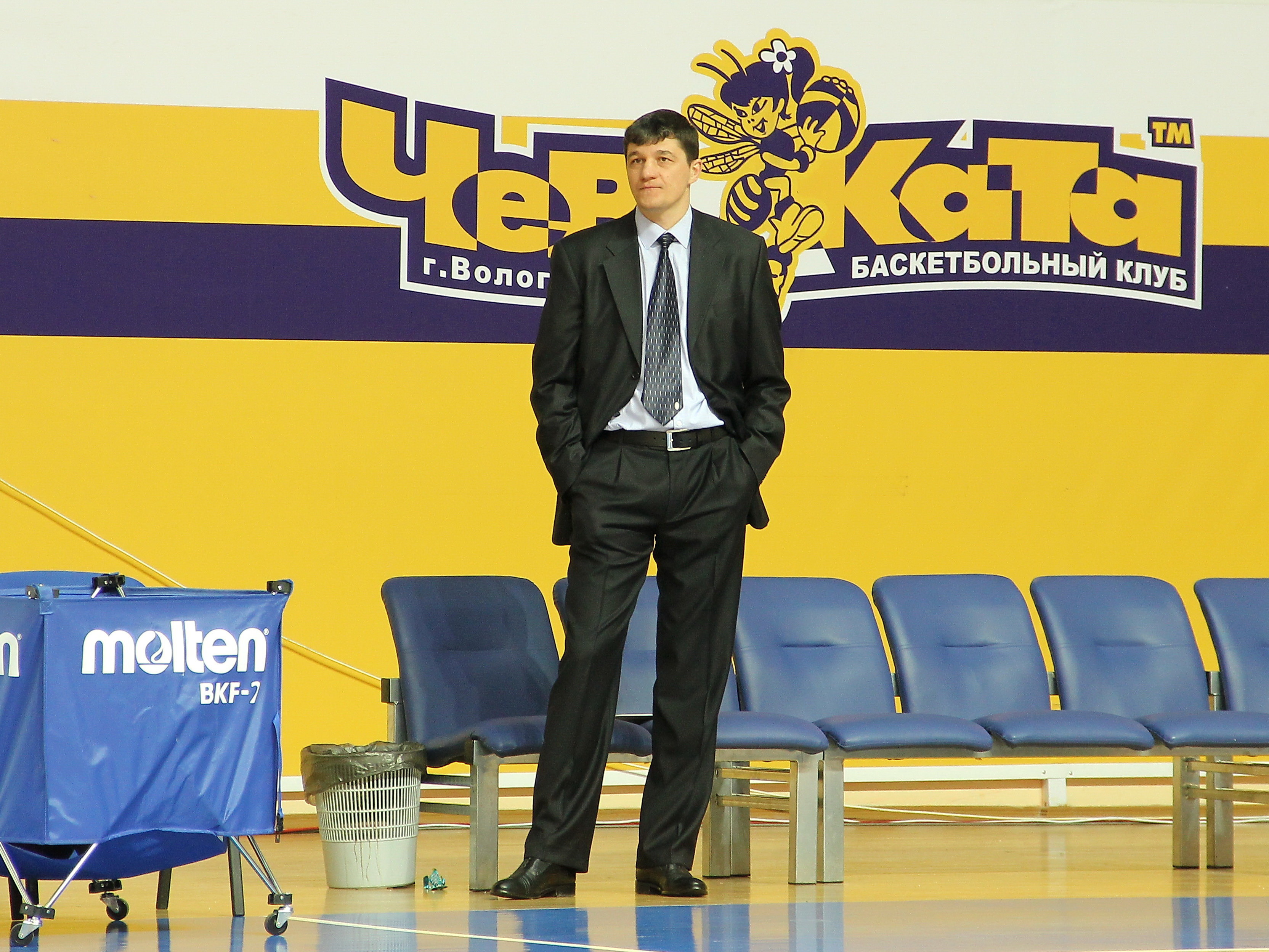
Дмитрий Донсков